# Cárlos Koller
Cárlos Koller V. (1 de novembro de 1890, data de morte desconhecida) foi um ciclista chileno que participou em dois eventos nos Jogos Olímpicos de Estocolmo 1912.